# Helmut Uhlig (Basketballspieler)
Helmut Uhlig (* 11. November 1942 in Halle (Saale); † 22. Juli 2014 in Osnabrück) war ein deutscher Basketballnationalspieler, Olympiateilnehmer und Sonderschullehrer. Aufgewachsen in der Deutschen Demokratischen Republik (DDR), entwickelte sich Uhlig zu einem der besten Spieler seines Verbandes und debütierte 1961 in der DDR-Auswahlmannschaft. Ende des Jahres 1963 flüchtete Uhlig in die Bundesrepublik. Als Nationalspieler vertrat er den Deutschen Basketball Bund (DBB) in zahlreichen Länderspielen, unter anderem 1972 beim olympischen Basketballturnier in München. Uhlig ist der einzige deutsche Basketballspieler, der im Laufe seiner Karriere sowohl für den Deutschen Basketball Verband der DDR (DBV) als auch für den Deutschen Basketball Bund bei FIBA Europameisterschafts-Wettbewerben spielte (1963 in Breslau, 1969 Qualifikation in Thessaloniki sowie 1971 in Böblingen und Essen).

## Leben und Karriere
Das Basketballspiel lernte Helmut Uhlig in seiner Geburtsstadt Halle (Saale). Er gehörte der DDR-Spitzenmannschaft SC Chemie Halle an und absolvierte mit 19 Jahren sein erstes Spiel in der DDR-Nationalmannschaft. Mit dieser erreichte Uhlig bei den 13. FIBA Europameisterschaften 1963 in Breslau (Polen) den sechsten Rang, zusammen mit damals auf europäischer Ebene als leistungsstark geltenden Spielern wie Hans-Joachim Flau, Herbert Kulik, Otfried Pleitz, Götz Ribitzki sowie seinem älteren Bruder, dem DDR-Rekordnationalspieler Volkhard Uhlig (168 Länderspiele).
Helmut Uhlig nutzte eine Reise des DDR-Basketball-Meisters SC Chemie Halle (für den Sportverein war er seit 1956 in Ligawettbewerben aktiv) in die Schweiz, zu einem Europapokalspiel der Landesmeister, am 21. November 1963 gegen den eidgenössischen Meister SMB Lausanne (59:72), um in die Bundesrepublik Deutschland zu flüchten. Er setzte sich, bei erheblichem persönlichen Risiko und ohne jede vorher organisierte Unterstützung, nach dem von seiner Mannschaft gewonnenen Europapokalhinspiel von der DDR-Delegation ab. Zunächst war er in der zentralen Aufnahmelager Gießen und wirkte einmalig als „Gastspieler“ des örtlichen Oberligavereins MTV Gießen in einer Begegnung gegen eine US Army-Auswahl mit.
Im Dezember 1963 schloss sich Helmut Uhlig dem amtierenden Deutschen Meister Alemannia Aachen, ein weitgehend unter semiprofessionellen Bedingungen trainierendes und spielendes Team, an. Zur Rückrunde 1963/1964 der Oberliga West, die Oberliga war damals die höchste Spielklasse des DBB, erlangte Uhlig die Spielberechtigung des DBB für seinen neuen Club. Zu seinen Mannschaftskameraden zählten unter anderem Rolf Bader (2,05 m), Hans Brydniak, Hans „Heiner“ Grüttner, Machmut Kuhlein, John Loridon (2,05 Meter, fünf Mal „FIBA All Star Game Player“, Belgien), Jobst von Lossow, „Captain“ Gene Moss (2,05 m, USA), Dieter Schneider, Klaus Schulz und Klaus Weinand. Headcoach des Aachener Clubs war der belgische, international erfahrene Trainer Eddy Verswijvel (Bader und Grüttner waren DBB-Nationalspieler, die ebenfalls zuvor in der DDR für einen Erstligaverein des DBV gespielt hatten.). Da Uhlig aufgrund des mit seiner Flucht verbundenen Verbandwechsels, vom DBV zum DBB, von der FIBA mit einer obligatorischen Freigabesperre, die seinen Einsatz im internationalen Spielbetrieb der FIBA zunächst nicht ermöglichte, stand er seinem Club nicht im FIBA Europapokal der Landesmeister zur Verfügung. Alemannia Aachen schied im Januar 1964 im Achtelfinale gegen den späteren Sieger des europäischen Pokalwettbewerbes Real Madrid CF (Spanien) aus.
Zur Spielzeit 1964/1965 wechselte Helmut Uhlig, zusammen mit dem Nationalspieler Klaus Weinand, zum VfL Osnabrück, der im Herbst 1966 zusammen mit neunzehn weiteren Vereinen in die neu gegründete Basketball-Bundesliga (BBL) startete. In diesem Kontext wechselte der Student Uhlig von der Sporthochschule Köln, sein in der DDR begonnenes Studium der Chemie setzte Uhlig nicht fort, an die Pädagogische Hochschule in Osnabrück, an der er später sein Pädagogikstudium abschloss (In München ergänzte er sein Pädagogikstudium später durch eine Ausbildung zum Sonderschullehrer.). Als Kapitän des legendären Osnabrücker „Meister-Teams“ gewann Uhlig 1967 den erstmals ausgespielten DBB-Pokalwettbewerb, zwei Jahre später folgte der Meistertitel des DBB (Insgesamt stand Uhlig sieben Mal in einem „großen Finale“ des Deutschen Basketball Bundes und zuvor vier Mal in einem Meisterschaftsfinale des DBV.). Zwei mit dem VfL Osnabrück gegen den MTV Gießen verlorene Endspiele wurden mit einem Punkt verloren.
In dem dritten gegen den MTV Gießen gespielten Finale um die DBB-Basketball-Meisterschaft, am 28. April 1968 in der Osnabrücker Schloßwallhalle, unterlag Helmut Uhlig einem Irrtum und erzielte zu Beginn der zweiten Spielhälfte, bei einer Ein-Punkt-Führung des VfL-Teams von 36:35, einen „Eigenkorb“, der das MTV-Team mit einem Punkt in Führung brachte (Da es sich nicht um einen absichtlich erzielten Eigenkorb handelte, wurden die erzielten zwei Punkte dem Kapitän des MTV Gießen, Bernd Röder, gutgeschrieben.).
Beim VfL Osnabrück spielte Helmut Uhlig, in der Oberliga Nord und in der BBL, mit den Spielern Klaus Ansmann, Eckhard von Bock und Polach, Wilfried Böttger, Heinz Böttner, Rolf Dieter, den Brüdern Hans-Jürgen und Volkmar Gaber, Peter Garthaus, Hans Gröneweg, Michael Haferkamp, Egon Homm, Eckhard Husemann, Volker Jarrè, Günter Kollmann, Ingbert Koppermann, Eckhard Meyer, Wolfgang Plock, Helmut Posern, Ulrich Renner, Harald Rupp, Raul Russel, Rainer Tobien, Klaus Weinand und Rassem Yahya zusammen. Nachdem Uhlig bis 1967 das tägliche Training der VfL-Basketballer geleitet hatte, übernahm anschließend Miloslav Kříž, ein promovierter tschechischer Jurist aus Prag, das Traineramt der Osnabrücker und war als Headcoach (ohne Assistent) tätig. Uhlig nahm mit dem VfL-Bundesligateam an den FIBA-Wettbewerben Europapokal der Landesmeister und Europapokal der Pokalsieger teil. In diesen Wettbewerben spielte er gegen Solna Stockholm, Slavia Prag und Honvéd Budapest. 1968 konnten die VfL-Spieler im europäischen Pokalsieger-Wettbewerb das Achtelfinale erreichen.

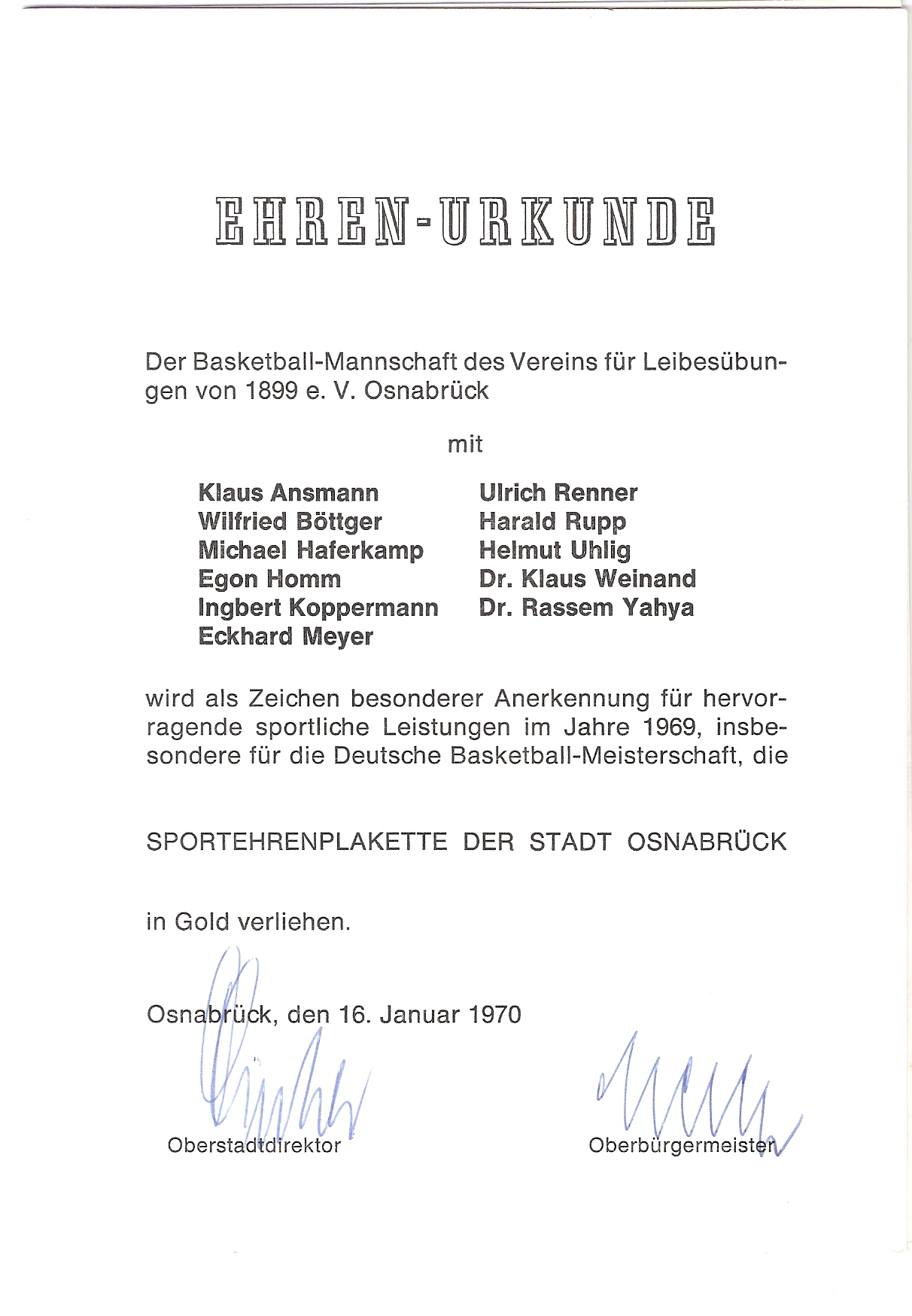
Sportehrenplakette der Stadt Osnabrück in Gold, verliehen am 16. Januar 1970

Nach dem Gewinn der Deutschen Meisterschaft 1969 wurde Helmut Uhlig zusammen mit seinen Teamkollegen vom Osnabrücker Oberbürgermeister Wilhelm Kelch im Rahmen einer gesonderten Ehrung im Friedenssaal des Osnabrücker Rathauses „als Zeichen besonderer Anerkennung für hervorragende sportliche Leistungen“ die Sportehrenplakette der Stadt Osnabrück in Gold verliehen.
Zu den beiden siegreichen Finalteams des VfL Osnabrück, im DBB-Pokal 1967 und in der DBB-Meisterschaft 1969, gehörten neben Helmut Uhlig die VfL-Spieler Wilfried Böttger, Egon Homm, Ingbert Koppermann, Klaus Weinand und Rassem Yahya. Im Januar 1970 äußerte sich der Osnabrücker Oberbürgermeister Kelch, im Rahmen des Empfangs für die im Wettbewerb des deutschen Sports im Jahr 1969 erfolgreichen Sportler Osnabrücker Sportvereine, in einem Gespräch mit den geehrten Sportlern, in der Rückschau auf die vergangene zweite Hälfte der Dekade der 1960er Jahre, dass die Basketball- und Tischtennisspieler des VfL – mit den Spielern um Helmut Uhlig, Klaus Weinand und Rassem Yahya sowie Ernst Gomolla, Bernt Jansen und Hans Micheiloff – eine „Goldene Ära des Osnabrücker Sports“ gestaltet hätten. Dabei brachte der SPD-Politiker Wilhelm Kelch die Hoffnung zum Ausdruck, dass es dem Nachfolger von VfL-Präsident Friedel Schwarze, der im Juli 1969 auf dem Heger Friedhof in Osnabrück, begleitet von einer großen Trauergemeinde, bestattet wurde, gelingen würde, die notwendigen Rahmenbedingungen weiter mit Erfolg zu entwickeln, damit beide VfL-Teams auf Dauer „in der Erfolgsspur“ bleiben könnten.
Im Sommer 1969 nahm Helmut Uhlig mit der DBB-Nationalmannschaft, unter anderem zusammen mit dem VfL-Kameraden Egon Homm und dem späteren Entdecker, Trainer und Berater des NBA-Profis Dirk Nowitzki Holger Geschwindner (MTV Gießen), an der Qualifikation, zur 16. FIBA Europa-Meisterschaft in Neapel (Italien), in Saloniki teil. Headcoach bei dem Turnier in Griechenland war Bundestrainer Miloslav Kříž, assistiert von Günter Hagedorn.
Zum Jahresende 1969 wurde Uhlig von der bundesdeutschen Sportpresse zum Basketballer des Jahres, vor dem Gießener Nationalspieler Holger Geschwindner, gewählt.
Zur Spielzeit 1969/1970 wechselte Helmut Uhlig zum USC München. Für den Münchener Bundesligaclub war er in den folgenden zwei Spielzeiten unter dem aus Ungarn stammenden Erfolgscoach Laszlo Lakfalvi aktiv. Zu den Teamkollegen von Uhlig zählten in München unter anderem Rainer Pethran, Rolf Dieter (davor VfL Osnabrück), Jochen Decker, Holger Geschwindner und Ekkehardt Jekeli (die drei Spieler davor MTV Gießen) sowie Jürgen Wohlers (davor und danach MTV Wolfenbüttel). Nachdem Uhlig mit München in der Saison 1970/1971 hinter dem damaligen Titelverteidiger TuS 04 Leverkusen DBB-Vizemeister 1971 geworden war, kehrte er zum VFL Osnabrück zurück. In seiner Zeit beim USC München galt der Spielmacher Uhlig als der am besten honorierte Spieler der Basketball-Bundesliga.
1971 gehörte Helmut Uhlig zum DBB-Aufgebot der 17. FIBA Europameisterschaft in Böblingen und Essen, die auf Rang 9 beendet wurde. Trainer dieser Nationalmannschaft war Theodor Schober.
Ein Jahr später nahm Uhlig an den XX. Olympischen Sommerspielen in München (Rang 12) teil. Hierzu wurde er bereits im Oktober 1968 unter Vorsitz des damaligen Sportwarts Anton Kartak vom Bundestrainerrat des DBB für den fünfzigköpfigen „Olympiakader 1972“ nominiert. Neben Uhlig gehörten fünf weitere Spieler des VfL Osnabrück zur „Kartak-Liste“. Im olympischen Turnier selbst erzielte Uhlig, damals 29 Jahre alt, in sechs Begegnungen 30 Punkte für die deutsche Auswahl bei 20 gegen ihn gepfiffenen Fouls. Das verlorene Spiel in der „Final Round“ um Rang 11 gegen Spanien (83:84 n. V.) war sein letztes Länderspiel für den DBB.
Helmut Uhlig galt im Laufe seiner aktiven Karriere als ein sehr schneller und beweglicher Spieler, dessen Stärken sowohl im Angriff als auch in der Verteidigung lagen. Er war ein sehr treffsicherer Distanzschütze und abschlussstarker Fastbreak-Spieler und spielte im Angriff auf der Spielmacherposition. Uhlig, der seine für einen Basketballspieler geringe Körpergröße von 1,76 m weit gehend durch seine besondere Sprungstärke kompensierte, wurde darüber hinaus attestiert, technisch sehr gut ausgebildet, sehr athletisch, robust und taktisch versiert zu sein, sowie in schwierigen Spielsituationen nervenstark und insgesamt äußerst routiniert zu agieren. Uhlig selbst führte seine Spielstärke – neben anderen Faktoren – auch auf seine Ausbildung zum jugendlichen Kaderspieler in der DDR zurück. Im Basketballverband der DDR war im Gegensatz zum Förderkonzept des DBB unter anderem darauf Wert gelegt worden, den jugendlichen Spielern der Nachwuchskader durch eine hohe Anzahl von Pflichtspielen und Testspielen unter Wettkampfbedingungen (zwei Spiele in der Woche und durchgehender Trainingsbetrieb in der totalen Jahresperiode) zielgerichtete und umfassende Praxiserfahrungen auf dem Basketballparkett zu vermitteln.
Nach Beendigung seiner Spielerkarriere war Helmut Uhlig zwei Spielzeiten beim TSV Quakenbrück, heute Artland Dragons, als Trainer und Coach tätig. Unter seiner Verantwortung gelang den Quakenbrücker Basketballern 1975, zu denen mit Günter Kollmann ein ehemaliger Teamkamerad von Uhlig gehörte, der Aufstieg in die 2. Basketball-Bundesliga. Im Jahr 1969 hatte Uhlig bereits, als Trainer der A-Jugendmannschaft des VfL Osnabrück, sein Team in das Endspiel um die Jugendmeisterschaft des DBB (80:69 für die A-Jugendmannschaft des MTV Gießen, Trainer Nationalspieler Bernd Röder) geführt.
Der ehemalige Kapitän des „VfL-Meisterteams“ (1964 bis 1969) hatte seinen Lebensmittelpunkt, zusammen mit seiner Ehefrau, die er zu Beginn seines ständigen Aufenthaltes in Osnabrück kennen gelernt hatte, in der Friedensstadt Osnabrück. Der beamtete Sonderschullehrer war zuletzt, bis 2006, an der „Schule an der Rolandsmauer“, eine Offene Ganztagsschule und Förderschule in Osnabrück, tätig.

## Sportliche Erfolge
SC Chemie Halle
- DBV-Vizemeister – 1960, 1961, 1962
- DBV-Meister – 1963

VfL Osnabrück
- DBB-Pokalsieger – 1967
- Deutscher Vizemeister DBB – 1965, 1967, 1968
- Deutscher Meister DBB – 1969
- DBB-Pokalfinalist – 1969

USC München
- Deutscher Vizemeister DBB – 1971

## Teilnahme an FIBA Europameisterschaften
- 1963 FIBA European Championship for Men – 4. bis 13. Oktober – Wrocław (Breslau), Polen[7]

Mannschaft des DBV: Volkmark Benne, Siegfried Danzko, Hans-Joachim Flau, Herbert Kulik , Otfried Pleitz, Gotz Ribitzki, Klaus Sauerbier, Dieter Schultze, Karl-Friedrich Stahl, Axel Straube sowie Helmut und Volkhard Uhlig
- 1969 FIBA European Championship for Men – Qualifikation 10. bis 19. September – Thessaloniki, Griechenland[10]

Team des DBB: Rolf Dieter, Egon Homm, Dietrich Keller, Jürgen Loibl, Jochen Pollex, Hans Riefling, Manfred Schitthof, Wolfgang Schmidt, Norbert Thimm, Helmut Uhlig , Largo Wandel und Jürgen Wohlers.
- 1971 FIBA European Championship for Men – 10. bis 19. September – Essen und Böblingen, Bundesrepublik Deutschland[45]

Team des DBB: Gerd Brand, Rolf Dieter, Holger Geschwindner, Dietrich Keller, Jürgen Loibl, Rainer Pethran, Dieter Pfeiffer, Jochen Pollex, Norbert Thimm, Helmut Uhlig , Klaus Urmitzer und Jürgen Wohlers.
- 1972 Olympische Sommerspiele: Basketballturnier der Männer – 27. August bis 9. September – München, Bundesrepublik Deutschland[9]

Team des DBB: Karl Ampt, Holger Geschwindner, Dietrich Keller, Hans-Jörg Krüger, Dieter Kuprella, Joachim Linnemann, Rainer Pethran, Jochen Pollex, Norbert Thimm, Helmut Uhlig, Klaus Weinand und Jürgen Wohlers .